# Esteban Fernández de León
Esteban Fernández de León e Ibarra fue un político español y aristócrata del reinado de Carlos IV y Fernando VII. Destaca por haber sido promotor, junto a Juan Pérez Villamil, del Bando de Independencia o Bando de los alcaldes de Móstoles, que ha trascendido históricamente como el documento que inició la Guerra de la Independencia Española.

## Biografía
Nació el 12 de agosto de 1748 en Esparragosa de Lares, en Badajoz, siendo sus padres Sebastián Fernández de León y Josefa María Ibarra y González, y hermano de Antonio Vicente Fernández de León, Marqués de Casa León.
Estudió Latín y Retórica en España, y a los 15 años pasó a Venezuela, donde cursó Teología, Filosofía, Sagrada Escritura, Derecho Canónico, Civil y Español, obteniendo grado de bachiller en Filosofía y Derecho.
En 1774 el Brigadier de los Reales Ejércitos de Venezuela, José Carlos de Agüero y González de Agüero, le nombró Teniente de Gobernador de las Sabanas de Ocumare y Valles del Tuy, además de cabo de Guerra, juez de Comisos y administrador de las Rentas en aquel partido americano. En 1784 fue instalado además en el cargo de administrador general del Estanco del Tabaco, para convertirse dos años después en director general de dicha renta en las provincias de su distrito
El 23 de abril de 1793 obtuvo por decreto el título de caballero de la Real Orden de Carlos III, habiendo probado su hidalguía y limpieza de sangre, y el 20 de septiembre de aquel año fue nombrado Intendente del Ejército y Superintendente de Rentas en el distrito de la Real Audiencia y Capitanía General de Caracas.
Sin embargo, por motivos de salud dejó sus cargos en América para volver a España en 1802; trasladándose posteriormente desde su localidad natal a Madrid (en mayo de 1804). A partir de entonces ocupó su tiempo despachando informes sobre asuntos de las Indias que le demandaban el rey y el Consejo de Hacienda.
El día 2 de mayo de 1808 partió de Madrid rumbo a su pueblo natal, ante la delicada situación política en que se hallaba el país y el inminente estallido de una algarada en Madrid contra la invasión napoleónica. Fernández de León se dirigió aquel día, acompañado de su familia y varios soldados, a la próxima villa de Móstoles, donde encontró a Juan Pérez Villamil, conocido suyo, al cual confirmó el motín ocurrido en Madrid. Es muy probable que, además, le entregase a Villamil el decreto por el que aquel había sido nombrado miembro de una Junta clandestina de sustitución -que debía reemplazar la Junta de Gobierno, controlada por Murat y las tropas francesas acuarteladas en la Corte-, ya que estuvo ausente en la decisiva reunión. Esteban persuadió a Villamil para que promoviesen un aviso, instando a las autoridades de otros pueblos y regiones a auxiliar a Madrid con tropas y voluntarios civiles; Villamil, como experimentado jurista que era, determinó que lo más oportuno era dar el aviso mediante un oficio, que debía ir firmado por los alcaldes de la villa de Móstoles. Villamil y Fernández de León se reunieron con dichos alcaldes, Andrés Torrejón y Simón Hernández, y les persuadieron para firmar un bando, improvisado por el propio Villamil, que anunciaba lo ocurrido en Madrid y llamaba al socorro armado de dicha ciudad. El andaluz Pedro Serrano, quizá oficial del Ejército, que acompañaba a Fernández de León, se ofreció a llevar el bando en posta, por la carretera de Extremadura, hasta Badajoz (donde llegaría el día 4).
El día 3 de mayo siguió su camino hacia su pueblo natal, Esparragosa de Lares, donde llegó el día 12 de mayo. Allí confirmó a todas las autoridades a las que le fue posible los sucesos de la Villa y Corte, y se puso a disposición de las juntas provinciales de Badajoz y Sevilla, ofreciéndoles la mitad de su sueldo de Intendente del Ejército. En septiembre de aquel año remitió un proyecto a la Junta Suprema Central para la movilización de partidas de guerrilla contra los invasores, plan que fue aprobado por la Comisión de Guerra y dotado con un reglamento el 28 de diciembre; sin embargo, no llegaría a ser lo fructífero y eficaz que se esperaba. Tenía por entonces 60 años de edad.
En marzo de 1809, al ser invadidas Extremadura y Andalucía por el ejército francés, se trasladó a Sevilla; en agosto de aquel año fue nombrado Contador General de las Américas.  
Ya en Cádiz, el 29 de enero de 1810 la Junta Suprema Central nombró un Consejo de Regencia de España e Indias para sustituirla, formado por el obispo de Orense, el general Castaños, Antonio Escaño, Francisco Saavedra y nuestro Esteban, que representaba en este Consejo a las provincias de ultramar; pero casi de inmediato, con el pretexto de que no había nacido en América, fue cesado y sustituido por Miguel Lardizábal y Uribe.
Aquel Consejo le ocupó en asuntos administrativos relacionados con las Indias; también fue nombrado consejero de Estado por decreto del 4 de febrero de 1810, y donó las dos terceras partes del sueldo de dicho cargo a la causa patriota. Se vio envuelto en un pleito criminal, junto con el ministro de Hacienda, el marqués de Hormazas, y el oficial mayor Manuel de Albuerne, aunque fue absuelto de todo cargo en mayo de 1812. El 26 de enero de ese año un decreto disolvió el Consejo de Estado, pasando Fernández de León a disfrutar de una pensión de consejero jubilado con honores.
El 27 de octubre de 1813 regresó a su localidad natal, aunque con la vuelta de Fernando VII a la Corona, volvió Esteban a la capital, para reclamar la pensión vitalicia que le fue arrebatada; allí fallecería a comienzos de 1819.